# キャム・スミス
キャメロン・ボーン・スミス（Cameron Vaughn Smith, 2003年2月22日 - ）は、アメリカ合衆国フロリダ州パームビーチ郡レイクワースビーチ出身のプロ野球選手（内野手、外野手）。右投右打。MLBのヒューストン・アストロズ所属。

## 経歴

### プロ入りとカブス傘下時代
2024年のMLBドラフト1巡目（全体14位）でシカゴ・カブスから指名されプロ入り。契約金は507万ドル。契約後は傘下A級マートルビーチ・ペリカンズでプロデビュー。その後A+級サウスベンド・カブス、AA級テネシー・スモーキーズとスピード昇格。この年は3球団合計で32試合に出場し、打率.313、7本塁打、24打点、OPS1.005と記録した。

### アストロズ時代
2024年12月13日にカイル・タッカーとのトレードで、ヘイデン・ウェズネスキー、イサーク・パレデスと共にヒューストン・アストロズへ移籍した。
2025年はアストロズのスプリングトレーニングに参加し、15試合で打率.342、4本塁打、11打点、OPS1.130と結果を残し、本職は三塁手であるが、右翼手に転向して開幕ロースター入りを果たした。マイナー出場わずか32試合での早期昇格となった。また、2024年のドラフトクラスからメジャーリーグに到達した最初の選手となった。3月27日に行われた開幕戦のニューヨーク・メッツ戦に「7番・右翼手」で先発出場し、初打席でクレイ・ホームズからメジャー初安打を放った。

## 詳細情報

### 背番号
- 11（2025年 - ）